# Hubertus, Prinț Ereditar de Saxa-Coburg și Gotha
Hubertus, Prinț Ereditar de Saxa-Coburg și Gotha (n. 16 septembrie 1975, Hamburg, RFG) este, din 2025, șeful Casei care a domnit asupra ducatului de Saxa-Coburg și Gotha până în 1918.

## Tinerețe
Hubertus s-a născut la 16 septembrie 1975 la Hamburg, ca fiu mai mare al lui Andreas, prinț de Saxa-Coburg și Gotha și al soției sale, Carin Dabelstein (1946-2023). A studiat dreptul la Universitatea din Würzburg din 1997 până în 1999. Apoi, a urmat London School of Economics din 1999 până în 2000 și Universitatea Ludwig-Maximilian din München din 2000 până în 2003.

## Carieră
Hubertus a lucrat mai întâi ca avocat pentru o bancă din New York specializată în gestionarea averilor. La începutul anului 2012, s-a întors de la New York la Coburg, unde face parte din consiliul de administrație al fundației familiale - Stiftung der Herzog von Sachsen-Coburg und Gotha'schen Familie.

## Căsătorie
Hubertus se căsătorește cu bancherul american Kelly Jeanne Rondestvedt (născută în Pensacola, Escambia County, Florida, 10 ianuarie 1975) civil la 21 mai 2009 la Coburg și religios la 23 mai 2009 la biserica Saint-Maurice din Coburg.
Cuplul are trei copii:
- Katharina Victoria Elizabeth Cheryl de Saxa-Coburg și Gotha, născută la 30 aprilie 2014 la Coburg și botezată la 14 septembrie 2014 la castelul Callenberg. Nașii ei sunt: prințesa moștenitoare Victoria a Suediei, prințul Ernst August de Hanovra, ducesa Elisabeta de Bavaria, contesa Katharina de Faber-Castell și prințul Konstantin-Assen al Bulgariei.
- Philipp Hubertus Andreas Christian de Saxa-Coburg și Gotha, născut la 15 iulie 2015 la München și botezat la 14 noiembrie 2015 la castelul Callenberg. Nașii lui sunt: Filip, regele belgienilor, contesa Alexandra von Schönborn, prințul moștenitor de Baden Bernhard, prințul Carl von Wrede și Carina Axelsson.
- Madeleine Aurelia Viktoria Carin de Saxa-Coburg și Gotha, născută la 22 februarie 2017 la München și botezată la 2 iulie 2017 la castelul Callenberg. Nașii ei sunt: prințul prusac Georg Friedrich, prințesa Anna de Bavaria, prințesa Alexandra-Nadejda de Koháry, contesa Clémence von der Schulenburg și contele Benedikt von Abensperg und Traun.

## Șef al casei de Saxa-Coburg și Gotha
La 3 aprilie 2025, Hubertus devine șeful casei de Saxa-Coburg și Gotha la moartea prințului Andreas.

## Titluri și onoruri

### Titulatură
- 16 septembrie 1975 – 3 aprilie 2025: Alteța Sa Prințul Hubertus, Prinț Ereditar de Saxa-Coburg și Gotha, Duce de Saxa;
- Din 3 aprilie 2025: Alteța Sa Prințul Hubertus, Prinț de Saxa-Coburg și Gotha, Duce de Saxa.

### Distincții
Casa de Saxa-Coburg și Gotha: Cavaler Mare Cruce al Ordinului Casei Ernestine de Saxa